# Jaume Vallcorba Plana

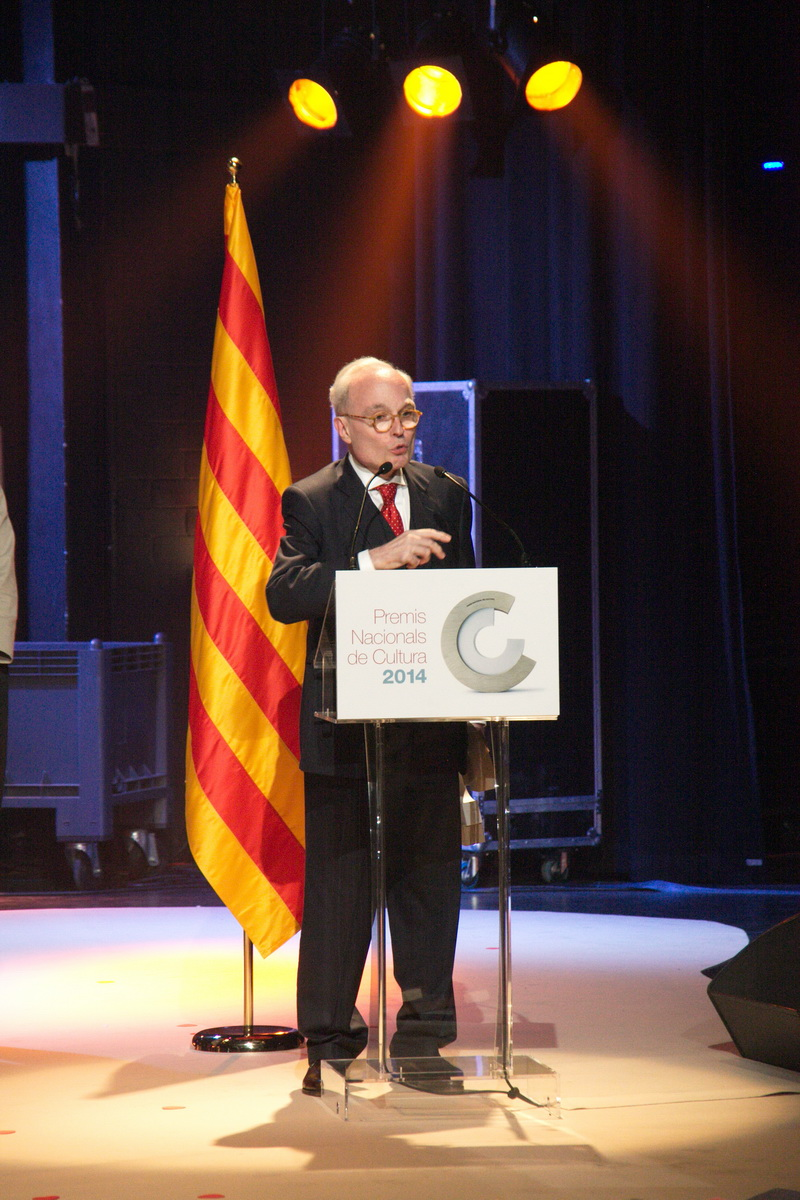
Jaume Vallcorba Plana (2014)

Jaume Vallcorba Plana, auch Santiago Vallcorba Plana (* 21. September 1949 in Tarragona; † 23. August 2014 in Barcelona) war ein spanischer Philologe, Herausgeber und Verleger.

## Leben
Vallcorba Plana hat Philosophie und Philologie an der Autonomen Universität Barcelona studiert und promovierte an der Universität Barcelona mit einer Dissertation über „Josep Maria Junoy und die frühe europäische Avantgarde“. Bis 2004 war Jaume Vallcorba Professor für Literaturwissenschaft an der Universität von Bordeaux, Lleida, sowie an der Pompeu-Fabra-Universität in Barcelona.
Er gehörte der Königlichen Akademie für Doktoren Kataloniens mit Forschungsschwerpunkt in den Bereichen Ästhetik, Mittelalterliche Literatur und Avantgarde an. 1979 gründete er den Verlag Quaderns Crema und 1999 Acantilado, denen er als Verleger seit ihrer Gründung vorstand. Sein Hauptverdienst als Forscher ist die neue Sichtweise, die er im Hinblick auf die literarische Avantgarde Anfang des 20. Jahrhunderts geben konnte. Als Verleger hat er die herausragende Generation zeitgenössischer katalanischer Autoren bekannt gemacht, unter ihnen Quim Monzó, Sergi Pàmies und Empar Moliner. In seinem spanischen Katalog trifft man auf  Klassiker der Vergangenheit – unter anderen Chateaubriand, James Boswell, Montaigne –, denen er in Form neuer Ausgaben zur Wiederentdeckung verholfen hat, aber auch auf europäische Autoren des 20. Jahrhunderts wie Fernando Pessoa, Imre Kertész, Stefan Zweig und Joseph Roth. Den spanischen Lesern hat er zeitgenössische osteuropäische sowie neue spanischsprachige Autoren zugänglich gemacht.
Er veröffentlichte Studien zur Ästhetik und Literatur. Der Schriftsteller J. V. Foix hat ihm persönlich die Herausgabe seines poetischen Gesamtwerks anvertraut. Auch die Gedichte Junoys hat er veröffentlicht.
Im August 2014 starb Vallcorba Plana im Alter von 64 Jahren in Barcelona.

## Werke (Auswahl)

### Essays
- De la primavera al Paraíso (Acantilado, 2013)
- J. M. Junoy, Obra poètica (Dichterisches Werk), 1984. Neuauflage, Acantilado, 2010
- Pintors i poetes cubistes i futuristes: una teoría de la primera avantguarda (Kubistische und futuristische Maler und Dichter: Eine Theorie der ersten Avantgarde), 1986
- J. V. Foix, edición de su poesía (Herausgabe seiner Gedichte), 1995
- Las vanguardias europeas: cubismo, futurismo y nunismo (Die europäischen Avantgarden: Kubismus, Futurismus und Nunismus), 1995
- Lectura de la Chanson de Roland. Con presentación de Martín de Riquer (Lektüre des Rolandlieds. Mit einer Einführung von Martín de Riquer), 1986 Neuauflage, Acantilado, 2010
- Noucentisme, mediterranisme i classicisme. Apunts per a la història d’una estètica (Noucentisme, Mediterranisme und Klassizismus. Notizen zur Geschichte einer Ästhetik), 1995
- J. V. Foix, investigador en poesia (J. V. Foix, Poetikforscher), 2002
- Àlbum Manolo Hugué (en colaboración con Artur Ramon), (Album Manolo Hugué in Zusammenarbeit mit Artur Ramon), 2005
- Son nou de flors els rams li renc, 2005

## Auszeichnungen
- Goldene Medaille der FAD (Fördergemeinschaft Kunst und Design), 2001
- Nationalpreis für die beste verlegerische Arbeit, 2002
- Goldene Medaille zur Anerkennung kultureller Verdienste der Stadt Barcelona, 2004
- Großer Orden zur Anerkennung kultureller Verdienste verliehen von der Republik Polen, 2004
- Preis zur Anerkennung verlegerischer Verdienste der Internationalen Buchmesse in Guadalajara, Mexiko, 2010
- Nationalpreis 2014 auf dem Gebiet der Kultur von der katalanischen Regierung verliehen